# Front de Libération du Grand Ouest
Front de Libération du Grand Ouest (französisch für Befreiungsfront des Großen Westens) oder kurz FLDO ist eine militärische Organisation aus der Gegend von Duékoué in der Elfenbeinküste.
Ihr Zentrum liegt in dem Stadtteil Carrefour. Sie wird von Denis Maho Glofiei angeführt (derzeit Anfang 2011).

## Zusammensetzung
Die FLDO besteht vorwiegend aus Angehörigen des Volkes der Guéré.

## Aktivitäten im Bürgerkrieg
Während des Bürgerkriegs 2002 bis 2007 verteidigte die FLDO, mit diskreter Unterstützung der französischen Armee, das westivorische Kakaogebiet vor den Rebellen aus dem Norden.
Während der Regierungskrise galt die FLGO als Anhänger von Laurent Gbagbo. Sie weigerten sich die Waffen abzugeben und dem Befehl von Alassane Ouattara zu folgen.
Nach der Präsidentschaftswahl 2010 zum Jahreswechsel gab es schwere Kämpfe in Duékoué. Anlass war die Tötung einer Händlerin des nordivorischen Malinke-Volkes durch Milizionäre der FLGO was zu einer Eskalation mit Dutzenden Toten führte.
Etwa ab die 20. März 2011 begannen die Forces républicaines de Côte d’Ivoire (FRCI) ihre erste größere Offensive. Seitdem wurde die Verteidigung der Stadt Duékoué, angeblich mit Hilfe aus Liberia, durch die FLGO massiv verstärkt.
Am 22. März meldete Human Rights Watch ein Massaker in Bedi-Gouzan, einem Dorf in der Nähe von Duékoué. Dabei sollen 27 Einwanderer aus Mali von, mit Gewehren, Raketenwerfern und Macheten bewaffneten, FLGO-Milizionäre ermordet worden sein.
Am Morgen des 28. März rückten die FRCI an mehreren Stellen in Duékoué ein und lieferten sich schwere Kämpfe mit Milizen der FLGO die von der FRCI als „Söldner und Milizionäre“ bezeichnet wurden. Laut FRCI treuen Zeitungen gab es viele Tote. In den Tagen zuvor errichteten FLGO-Milizionäre Straßensperren, an denen sie Geld forderten, plünderten ein UNHCR-Lager in der Stadt, raubten Fahrzeuge von "Ärzte ohne Grenzen" und zündeten Häuser von Nord- und Zentralivorern an.
Nach den Kämpfen fand ONUCI 130 Leichen in zwei Massengräbern. Außerdem wurden 200 Tote in den Straßen gefunden. Laut UN sind die Verantwortlichen in 100 Fällen die FLGO verantwortlich.
Laut einer vorläufigen Untersuchung der Menschenrechtsabteilung der ONUCI besetzten FRCI-Soldaten nach der Eroberung von Duékoué das FLGO-Milizenquartier „Colombo“ und teilten die Menschen in Frauen bzw. Kinder und Männer ein. Die Männer wurden anschließend weggeführt und hingerichtet.